# Conférence pour l'interaction et les mesures de confiance en Asie
La Conférence pour l'interaction et les mesures de confiance en Asie (CICA) est un forum inter-gouvernemental dont l'objectif est de renforcer la coopération pour promouvoir la paix sur la base de confiance entre les États asiatiques. Le forum invite un grand nombre d'observateurs extérieurs, avec l'idée que la paix, la sécurité et la stabilité en Asie sont étroitement liées à celles du monde. Les mécanismes de décision sont basés sur l'unanimité.
Le concept a été mise sur pied par le président kazakh Noursoultan Nazarbaïev, et présenté au 47e session de l'Assemblée générale de l'ONU le 5 octobre 1992. Le forum est lancé l'année suivante. Le Kazakhstan a accueilli deux de ses sommets par le passé.
Le président tournant de la CICA est la Chine, à partir du 4e sommet des chefs d'État qui a eu lieu les 20 et 21 mai 2014 à Shanghai, en Chine. Lors de ce sommet, le président chinois Xi Jinping a proposé la vision d'une action en même temps commune, globale, coopérative et durable à l'organisation.

## Présentation
La première réunion des ministres des Affaires étrangères des pays membres de la CICA s'est tenue à Almaty le 14 septembre 1999 avec la participation de 15 États membres. La charte les principes régissant les relations entre les États membres de la CICA a été adoptée lors de cette réunion.
Le premier sommet de la CICA s'est tenu à Almaty le 4 juin 2002 avec la participation de 16 États membres. L'Acte d'Almaty a été adopté à cette occasion et vise à " promouvoir la paix, la sécurité et la stabilité en Asie ".
La lutte contre le terrorisme est  devenue une question importante pour la CICA dans le contexte post attentats du 11 septembre 2001.
Lors de la deuxième réunion des ministres des Affaires étrangères en 2004, de nouveaux documents dont  le Règlement intérieur de la CICA ont été adoptés.
Lors du deuxième sommet de la CICA en 2006, il a été décidé d'admettre la Thaïlande et la Corée du Sud comme nouveaux membres et d'établir un secrétariat permanent. 
Lors de la troisième réunion des ministres des Affaires étrangères en 2008, la Jordanie et les Émirats arabes unis ont été admis comme nouveaux membres. À l'issue du troisième sommet de la CICA en 2010, la Turquie a pris la présidence de la CICA à la place du président fondateur, le Kazakhstan. Ce sommet a également admis l'Irak et le Vietnam comme nouveaux membres et a adopté la Convention de la CICA. Le Bahreïn et le Cambodge ont rejoint la CICA en 2011, le Bangladesh et le Qatar en 2014, le Sri Lanka en 2018, ce qui porte le nombre d'États membres à 27.

## Pays Membres
- Afghanistan
- Azerbaïdjan
- Bahreïn
- Bangladesh
- Cambodge
- Chine
- Corée du Sud
- Égypte
- Émirats arabes unis
- Inde
- Iran
- Irak
- Israël
- Jordanie
- Kazakhstan
- Kirghizistan
- Koweït
- Mongolie
- Ouzbékistan
- Pakistan
- Palestine
- Qatar
- Russie
- Sri Lanka
- Tadjikistan
- Thaïlande
- Turquie
- Viêt Nam

Pays observateurs :
- Biélorussie
- États-Unis
- Indonésie
- Japon
- Laos
- Malaisie
- Philippines
- Ukraine
- Turkménistan

Organisations internationales observatrices et partenaires:
- Assemblée parlementaire du Conseil turcique
- Ligue arabe
- Organisation internationale pour les migrations
- ONU
- OSCE
- Assemblée du peuple du Kazakhstan
- Organisation de coopération économique
- Organisation de coopération de Shanghai
- Structure régionale antiterroriste
- Office des Nations unies contre les drogues et le crime

## Présidences tournantes
La présidence de la CICA est responsable de la coordination et la communication sur les activités en cours de l'organisation. Il préside toutes sortes de réunions de la CICA, coordonne et rapporte sur les activités de la CICA. Avec l'accord des États membres, le président représente CICA auprès de l'ONU et des autres forums internationaux.
Les pays suivants ont assuré la présidence de la CICA :
- Kazakhstan (2002–2010)[6]
- Turquie (2010–2014)[7]
- Chine (2014–2018)[8]
- Tadjikistan (2018-2020)

## Conférences
- Première rencontre ministérielle, 14 septembre 1999,  Almaty
- Premier sommet des Chefs d’État, 4 juin 2002,  Almaty
- Deuxième rencontre ministérielle, 22 octobre 2004,  Almaty
- Deuxième sommet des Chefs d’État, 17 juin 2006,  Almaty
- Troisième rencontre ministérielle, 25 août 2008,  Almaty
- Troisième sommet des Chefs d’État, 8 juin 2010,  Istanbul. Étaient invités également les présidents syrien et iranien alors que la Syrie n'est pas membre de l'organisation. La conférence se tenait en Turquie peu après un raid israélien contre une "flottille de la paix" comportant une majorité de Turcs et naviguant vers Gaza ; la déclaration finale a évité de mentionner le fait car Israël fait partie de cette organisation et que l'unanimité est nécessaire.
- Quatrième rencontre ministérielle, 12 septembre 2012,  Astana
- Quatrième sommet des Chefs d’État, 20 mai-21 mai 2014,  Shanghai
- Cinquième rencontre ministérielle, 27 avril-28 avril 2016,  Pékin
- Rencontre exceptionnelle des Ministres des Affaires étrangères, 24 septembre 2018,  New York
- Cinquième sommet des Chefs d’État, 15 juin 2019,  Douchanbé
- Sixième rencontre ministérielle, 12 octobre 2021,  Noursoultan
- Sixième sommet des Chefs d’État, 12 octobre 2022,  Astana